# Q VILLAGE
Q VILLAGE（Qビレッジ）は、タカラトミーが展開するハイターゲット向け商品である。「T-SPARK」の一レーベルで、チョロQで培ったデフォルメデザインから派生しミニフィグとセットにすることでオリジナリティあふれるデフォルメワールドを展開するデフォルメフォーマットシリーズである。ミニフィグは手足が可動しデフォルメフォーマットの外装を外すことでミニフィグの乗車が可能。｢Q｣のフォントはチョロQのそれであるが、チョロQのようなプルバック機能はオミットされている。

## 製品

### バック・トゥ・ザ・フューチャーシリーズ
QV-01 バック・トゥ・ザ・フューチャー タイムマシン (PART1)
2026年2月発売予定。ドクとマーティーのミニフィグが付属し、デフォルメフォーマットのタイムマシンにはポールの取り付けが可能。
QV-04 バック・トゥ・ザ・フューチャー タイムマシン(PART1) DXセット
2026年2月発売予定。上記のドクとマーティーの色違いのミニフィグの他、アインシュタインのミニフィグが付属し、デフォルメフォーマットのバリューバンには上記と同じ仕様のタイムマシンを搭載することが可能。タイムマシンにはアインシュタインも搭乗可能。

### ワイルド・スピードシリーズ
QV-02 ワイルド・スピード NISSAN SKYLINE GT-R (R34)
2026年2月発売予定。ブライアンのミニフィグが付属。デフォルメフォーマットの日産・スカイラインGT-Rは細部にわたりディテールにこだわっている。
QV-03 ワイルド・スピード Toyota Supra JZA80
2026年2月発売予定。ブライアンのミニフィグが付属。デフォルメフォーマットのトヨタ・スープラはルーフパーツが着脱可能。